# Mulldisksnäckor
Mulldisksnäckor (Heliodiscidae) är en familj av snäckor. Mulldisksnäckor ingår i ordningen landlungsnäckor, klassen snäckor, fylumet blötdjur och riket djur.